# Jacques Pierre Blondela
Pour les articles homonymes, voir Blondela.
 (janvier 2017).
Si vous disposez d'ouvrages ou d'articles de référence ou si vous connaissez des sites web de qualité traitant du thème abordé ici, merci de compléter l'article en donnant les références utiles à sa vérifiabilité et en les liant à la section « Notes et références ».
Jacques Pierre Michel Blondela, navigateur français, né le 15 juin 1752 à Saint-Malo, mort le 8 novembre 1782 à bord du Sphinx.

## Biographie
Il était fils de Jacques Yves Blondela de Taisy et de Françoise Marguerite Landais. Il est lieutenant de frégate, capitaine de brûlot pour la campagne dans l'Inde sous les ordres du Bailli de Suffren. Il est mort à bord du vaisseau Le Sphinx le 8 novembre 1782, des suites de ses blessures reçues lors du combat du Sphinx du Bailli de Suffren contre l'amiral Edward Hughes.